# إدوارد ريغان
إدوارد ريغان هو سياسي أمريكي، ولد في 14 مايو 1930 في بلينفيلد (نيوجيرسي) في الولايات المتحدة، وتوفي في 18 أكتوبر 2014 في غرينيتش في الولايات المتحدة بسبب مرض. نشط حزبياً في الحزب الجمهوري. وقد انتخب New York State Comptroller ‏.